# John Joseph Adams

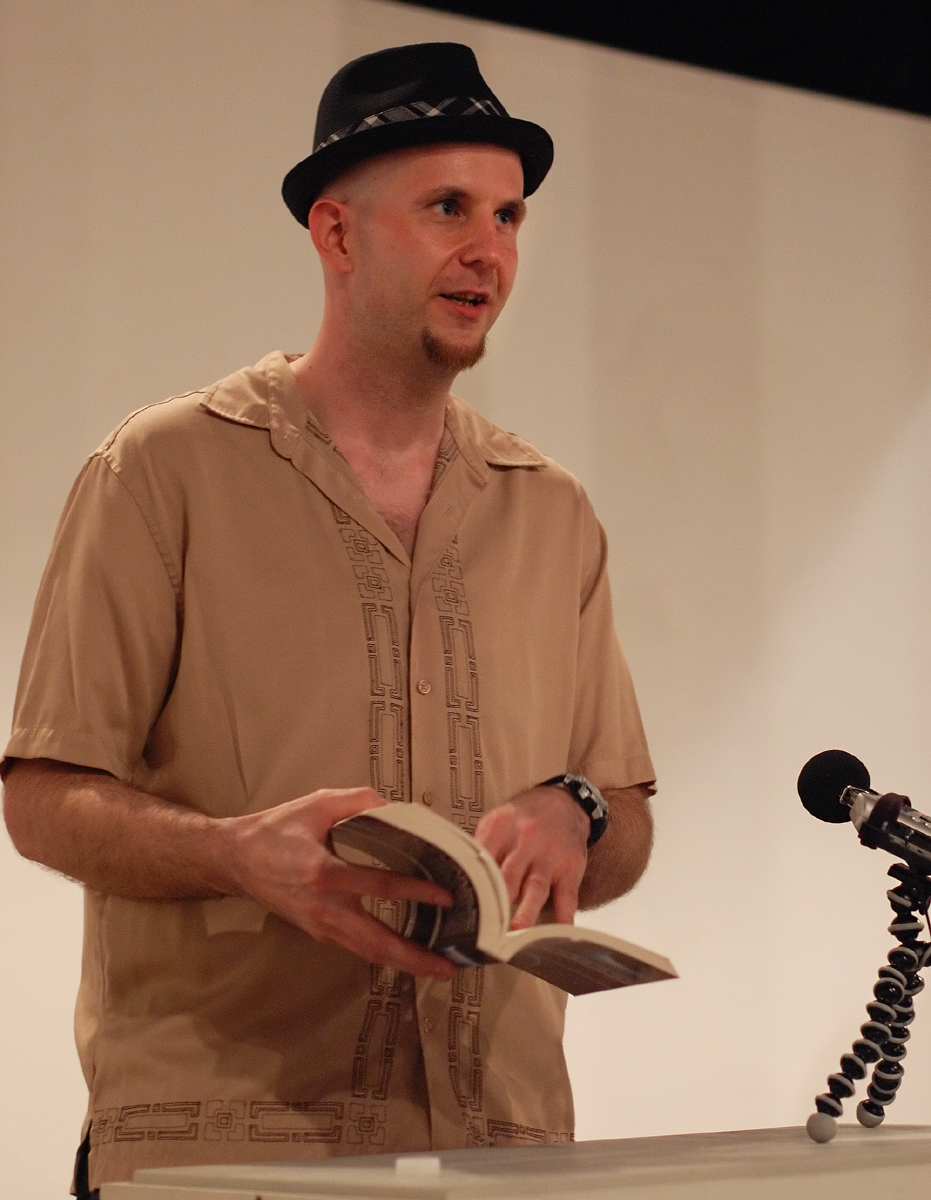
John Joseph Adams en 2008.

John Joseph Adams (31 de julio de 1976) es un editor y crítico de ciencia ficción estadounidense.
Tiene a su cargo la edición de la revista electrónica Lightspeed. En cuatro ocasiones ha sido galardonado con el Premio Hugo al mejor editor profesional.